# Gnophos leucastraria
Gnophos leucastraria är en fjärilsart som beskrevs av George Francis Hampson 1907. Gnophos leucastraria ingår i släktet Gnophos och familjen mätare. Inga underarter finns listade i Catalogue of Life.